# Placówka Straży Granicznej I linii „Mochy”

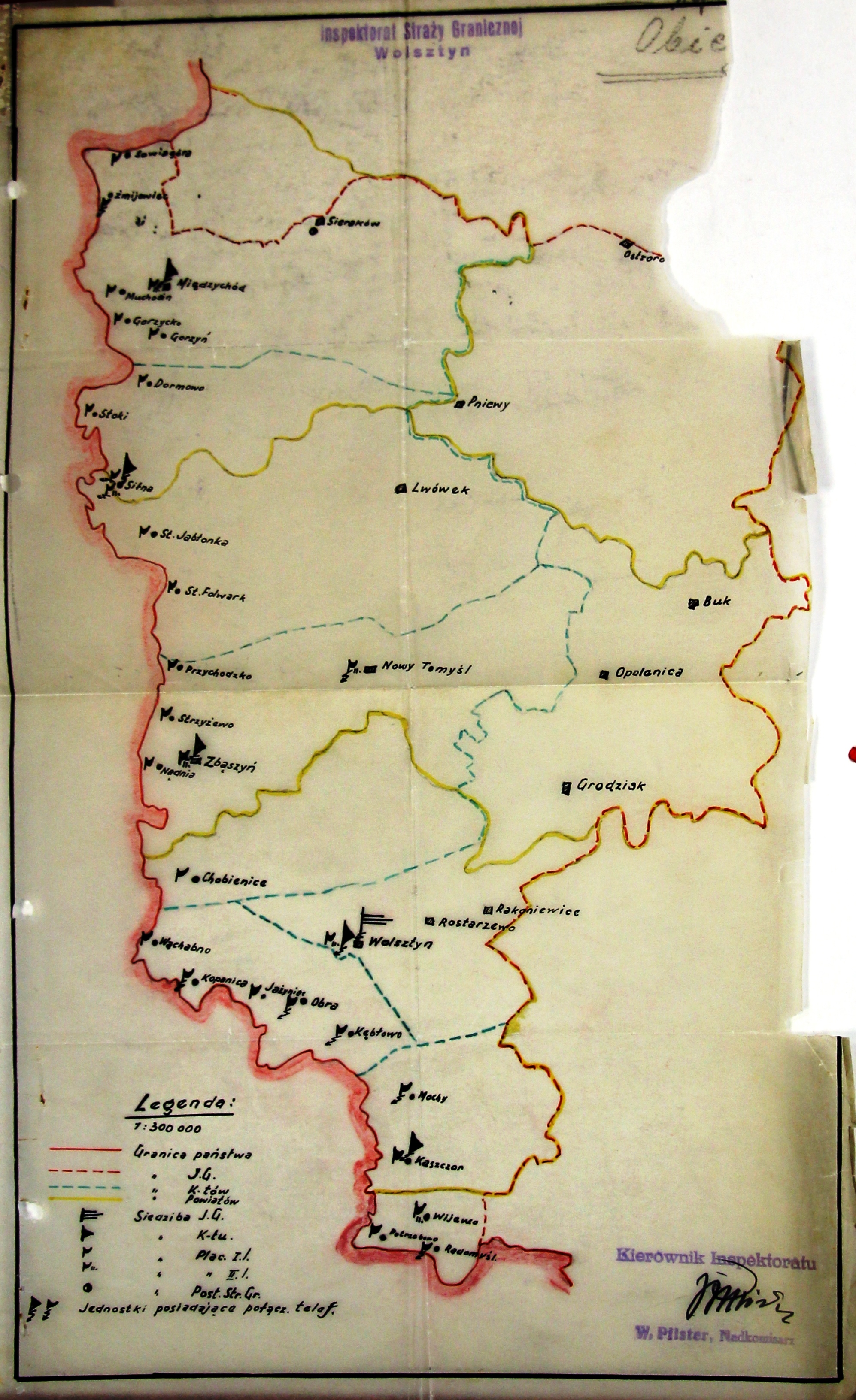
Szkic Inspektoratu Granicznego „Wolsztyn”

Placówka Straży Granicznej I linii „Mochy” – jednostka organizacyjna Straży Granicznej pełniąca służbę ochronną na granicy polsko-niemieckiej w okresie międzywojennym.

## Geneza
Na wniosek Ministerstwa Skarbu, uchwałą z 10 marca 1920 roku, powołano do życia Straż Celną. Od połowy 1921 roku jednostki Straży Celnej rozpoczęły przejmowanie odcinków granicy od pododdziałów Batalionów Celnych. Proces tworzenia Straży Celnej trwał do końca 1922 roku. Placówka Straży Celnej „Mochy” weszła w podporządkowanie komisariatu Straży Celnej „Kaszczor” z Inspektoratu SC „Leszno”.

## Formowanie i zmiany organizacyjne
Rozporządzeniem Prezydenta Rzeczypospolitej Polskiej Ignacego Mościckiego z 22 marca 1928 roku, do ochrony północnej, zachodniej i południowej granicy państwa, a w szczególności do ich ochrony celnej, powoływano z dniem 2 kwietnia 1928 roku  Straż Graniczną.
Rozkazem nr 3 z 25 kwietnia 1928 roku w sprawie organizacji Wielkopolskiego Inspektoratu Okręgowego dowódca Straży Granicznej gen. bryg. Stefan Pasławski  określił strukturę organizacyjną komisariatu SG „Wijewo”. Placówka Straży Granicznej I linii „Wincentowo” znalazła się w jego strukturze. Z braku pomieszczeń w Wincentowie placówka kwaterowała nadal w pomieszczeniach byłej placówki SC w Mochach. Z dniem 24 czerwca 1929 placówka otrzymała nazwę „Mochy”.

## Służba graniczna
Placówka w 1936 roku mieścił się w Mochach, numer domu 196. Ochraniała odcinek granicy państwowej długości 8,5 km. Placówka posiadała telefon (nr 1).
Sąsiednie placówki:
- placówka Straży Granicznej I linii „Kębłowo” ⇔ placówka Straży Granicznej I linii „Kaszczor” − 1928

## Kierownicy/dowódcy placówki
| stopień    | imię i nazwisko    | okres pełnienia służby | kolejne stanowisko |
| ---------- | ------------------ | ---------------------- | ------------------ |
| przodownik | Ignacy Grześkowiak | był 30 IV 1931         |                    |